# Св. св. Константин и Елена (Лубница)
„Св. св. Константин и Елена“ (на македонска литературна норма: „Св. св. Константин и Елена“) е възрожденска православна църква в радовишкото село Лубница, източната част на Северна Македония. Част е от Брегалнишката епархия на Македонската православна църква – Охридска архиепископия.
Църквата е разположена в центъра на селото. Изградена е в 1840 година. Не е изписана.
- Поглед от изток
- Поглед от североизток